# André Pijet
André Pijet   (Polònia, 1954) és un caricaturista, il·lustrador i pintor canadenc d'origen polonès.
A Polònia va formar-se en arts plàstiques i en fotografia, va començar una carrera com il·lustrador, caricaturista, dibuixant i pintor. Posteriorment es va traslladar a Mont-real, el 1988. Les seves obres satíriques i humorístiques van ser publicades a Polònia, Grècia, Bèlgica, França, Gran Bretanya, Itàlia, Turquia, Estats Units i al Canadà. Al Quebec es va guanyar un cert renom al món de l'art amb una sèrie de dibuixos animats relacionats amb l'hoquei.

## Publicacions
- Arbalet: En vert et contre tous
- The Great Finals
- Toute vérité est bonne à rire
- Les Éditions PIJET 2000
- Piégé par l'amour
- Les Cantons - Rondel et Baton à la conquète du Saladier d'argent